# Oscar Niemeyer

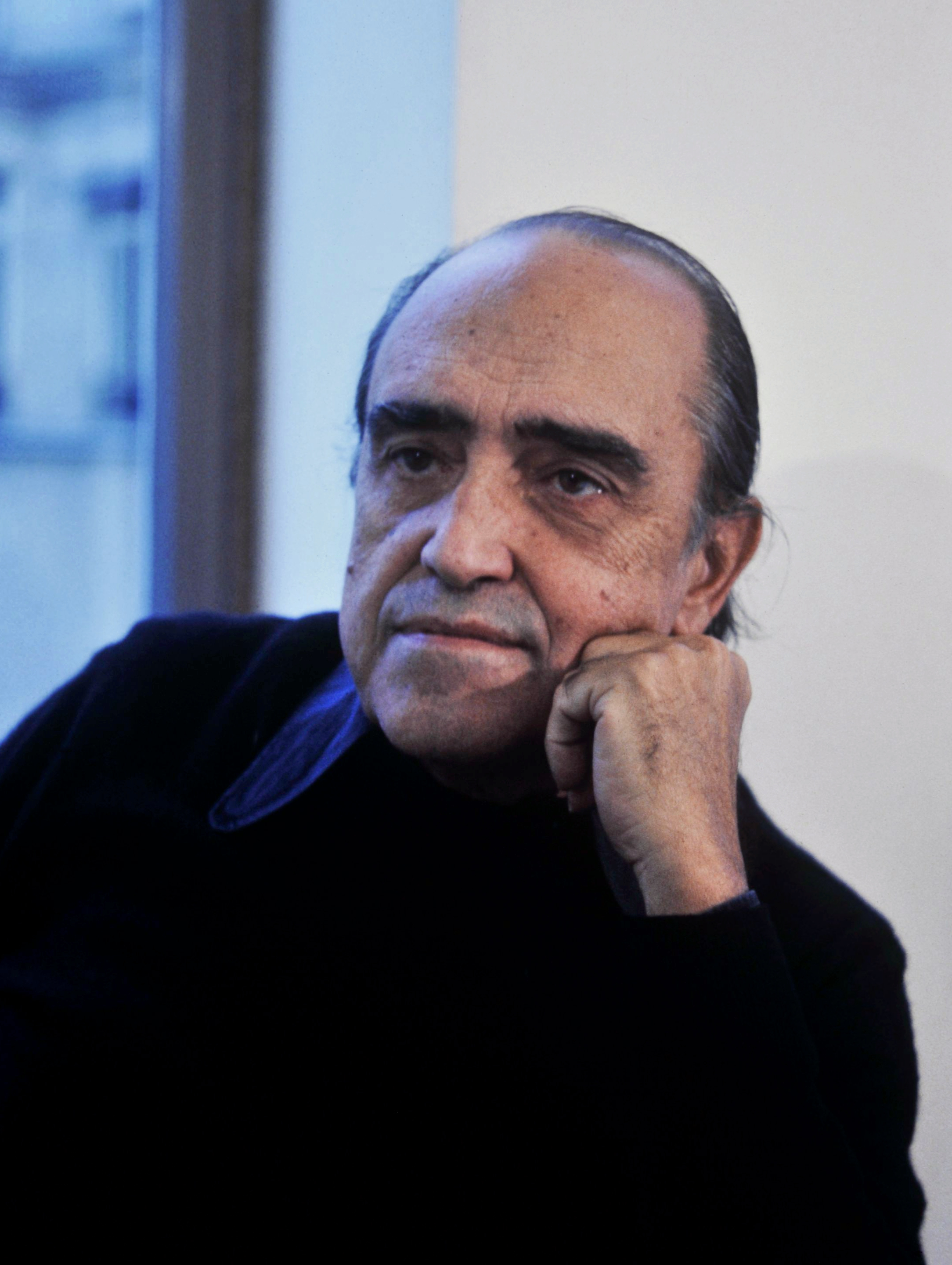
Oscar Niemeyer, 1977

Oscar Ribeiro de Almeida Niemeyer Soares Filho (* 15. Dezember 1907 in Rio de Janeiro als Oscar de Almeida Soares; † 5. Dezember 2012 ebenda) war ein brasilianischer Architekt. Er gilt als Wegbereiter der modernen brasilianischen Architektur. Niemeyer entwarf zahlreiche öffentliche Gebäude für die brasilianische Hauptstadt Brasília, deren Zentrum 1987 zum Weltkulturerbe erklärt wurde. Im Jahr 2013 wurden seine architektonischen Zeichnungen und Baupläne von der UNESCO zum Weltdokumentenerbe erklärt.

## Herkunft
Niemeyer war eines von sechs Kindern aus einer katholischen Familie in Rio de Janeiro. Sein Vater arbeitete als Schriftsetzer und hatte ein Grafikbüro, sein Großvater war Richter am brasilianischen obersten Gerichtshof. Später nahm Niemeyer den deutschen Nachnamen seiner Großeltern väterlicherseits an.
Sein deutscher Name geht auf Konrad Heinrich von Niemeyer (1761–1806), der 1778 von Hannover nach Portugal auswanderte und dort als Vermessungsingenieur arbeitete, zurück. Dessen Vater Jakob Konrad von Niemeyer (1730–1808) wiederum war der Generalmajor und Regimentschef des Cavallerieregiments Nr. 8 des Kurfürstentums Braunschweig-Lüneburg; er hatte Graf Wilhelm zu Schaumburg-Lippe (portugiesisch Conde de Lippe) unterstützt, die spanische Invasion von 1762 in Portugal erfolgreich abzuwehren.

## Leben und Werk

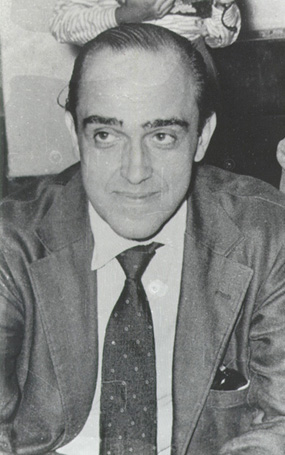
Oscar Niemeyer in den 1950er Jahren

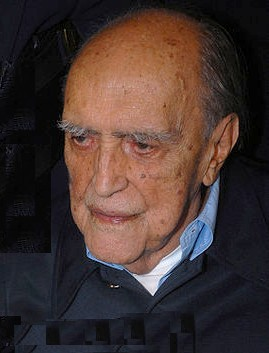
Oscar Niemeyer, 2006

Er absolvierte seinen Schulabschluss am katholischen Barnabiten-Gymnasium in Rio. 1928 begann Oscar Niemeyer ein Architekturstudium an der Escola Nacional de Belas Artes, der Nationalen Kunsthochschule in Rio de Janeiro, das er 1934 abschloss. Im Anschluss daran arbeitete er im Büro des brasilianischen Architekten und Stadtplaners Lúcio Costa. Der Auftrag an Costas Büro für den Bau des ersten modernen brasilianischen Gebäudes, des Ministeriums für Bildung und Gesundheit in Rio de Janeiro (des heutigen Kulturpalasts), brachte Niemeyer mit Le Corbusier zusammen. Dieser machte ihn später zu seinem Assistenten. 1945 schloss sich Niemeyer der brasilianischen Kommunistischen Partei an (Partido Comunista Brasileiro – PCB). In den Jahren 1947 bis 1953 war er der Vertreter Le Corbusiers im Planungsgremium der UNO für das Hauptquartier der Vereinten Nationen in New York City. Die Zusammenarbeit mit Le Corbusier sollte Niemeyers Schaffen stark beeinflussen, indem er später die strenge Orthogonalität moderner Architektur um Kreis und Kurve erweiterte.
Niemeyer setzte früh fast ausschließlich auf Stahlbeton als Baumaterial, dem er neue Anwendungsmöglichkeiten erschloss. In seiner futuristischen und plastischen Formensprache mit kurvenreichen, weichen Konturen hielt er stets ein ausgewogenes Verhältnis zwischen freiem Raum und Volumen ein. Der Orthogonalität vieler seiner Kollegen schwor er fast vollständig ab. Seine kühnen und unkonventionellen Entwürfe begründeten seinen Ruf als einen der wichtigsten Vertreter und Erneuerer der architektonischen Moderne. Er hielt nichts vom Bauhaus, das seiner Meinung nach mit seinen monotonen, repetitiven Regeln die Entwicklung der Architektur gehemmt habe.
Am bekanntesten sind seine Entwürfe für den Bau der brasilianischen Planhauptstadt Brasília zwischen 1957 und 1964. Alle öffentlichen Gebäude in der auf dem Reißbrett geplanten Stadt stammen aus seiner Hand. Lúcio Costa wurde sein ausführender Stadtplaner. Die UNESCO erklärte das Zentrum Brasílias 1987 zum Weltkulturerbe.
1966, zwei Jahre nach der Machtergreifung durch die Militärs im Jahre 1964, ging Niemeyer wegen seiner Mitgliedschaft in der Kommunistischen Partei Brasiliens nach Frankreich ins Exil. Ende der 1960er Jahre konnte er seine Arbeit in Brasilien fortsetzen. Er lehrte unter anderem an der Universidade Federal do Rio de Janeiro (UFRJ), kehrte jedoch erst nach der Generalamnestie von 1979 im Jahre 1982 ganz nach Brasilien zurück. Während seiner Jahre im Exil erbaute er unter anderem das Gebäude des Zentralkomitees der Kommunistischen Partei Frankreichs in Paris, das Haus der Kultur in Le Havre und das Verlagshaus von Mondadori in Mailand. 1990 trat er aus der Partei aus, blieb jedoch weiterhin Marxist.
Niemeyer verband eine enge Freundschaft mit dem kubanischen Diktator Fidel Castro. Zu seinen letzten Werken gehört eine Skulptur aus Stahl in Havanna, die  am 15. Dezember 2007 fertiggestellt wurde, dem 100. Geburtstag Niemeyers.
Niemeyer verstarb am Mittwoch, 5. Dezember 2012 in Rio de Janeiro kurz vor seinem 105. Geburtstag an den Folgen eines Melanoms. Der Gouverneur des Bundesstaates Rio de Janeiro, Sérgio Cabral, ordnete eine dreitägige Staatstrauer im Bundesstaat an. Die brasilianische Staatspräsidentin Dilma Rousseff sagte, Brasilien habe ein Genie, einen Revolutionär und den Mentor einer neuen Architektur verloren.

## Ehen und Nachkommen
Niemeyer heiratete 1928 Annita Baldo (Annita Oscar Niemeyer), eine Tochter italienischer Einwanderer aus Padua. 1930 wurde die Tochter Anna Maria geboren, das einzige Kind Oscar Niemeyers. Sie arbeitete später als Architektin, Möbeldesignerin und Galeristin. Annita Niemeyer starb 2004 im Alter von 93 Jahren, nach 76 Jahren Ehe. Die Tochter Anna Maria starb am 6. Juni 2012 im Alter von 82 Jahren, noch vor ihrem Vater.
Am 16. November 2006, einen Monat vor seinem 99. Geburtstag, heiratete Oscar Niemeyer seine 38 Jahre jüngere Sekretärin Vera Lúcia Cabreira.
Bei seinem Tod im Dezember 2012 hinterließ er seine zweite Ehefrau, vier Enkel, dreizehn Urenkel und mehrere Ururenkel.

## Werke (Auswahl)

### Realisierte Projekte
Oscar Niemeyer zählt zu den schaffensreichsten Architekten des 20. Jahrhunderts. Er hat insgesamt mehr als 600 Gebäude realisiert. Er selbst teilte sein Werk in fünf Perioden ein: Pampulha, Pampulha bis Brasília, Brasília, Bauten in Übersee (Paris, Mailand usw.) und Spätwerke. Etliche Bauten gelten als Architektur-Ikonen der Moderne.
- 1937–1943: Ministerium für Bildung und Gesundheit (heute Kulturpalast; mit Le Corbusier, Lucio Costa, Jorge Machado Moreira und Afonso Eduardo Reidy) – Rio de Janeiro
- 1938: Haus von Oswald de Andrade – São Paulo
- 1939: Brasilianischer Pavillon auf der Weltausstellung in New York
- 1940: Casa do Baile, Tanzsaal und Restaurant – Pampulha in Belo Horizonte
- 1941: Nationalstadion von Rio de Janeiro
- 1943: Kirche São Francisco de Assis – Pampulha in Belo Horizonte
- 1946: Municipal-Theater – Belo Horizonte
- 1951: Großer Pavillon der Biennale von São Paulo, der Pavilhão Ciccillo Matarazzo, heute im Ibirapuera-Park – São Paulo – zusammen mit Helio Uchôa
- 1952: Hauptgebäude der Vereinten Nationen: UN-Hauptquartier (zusammen mit Le Corbusier) – New York City
- 1953: Edifício Copan (Copan-Gebäude), ein Wohnhaus für 5000 Menschen in geschwungener, wellenförmiger Ästhetik – São Paulo
- 1954: Casa das Canoas – Rio de Janeiro – sein früheres Wohnhaus in São Conrado ist heute öffentlich zugänglich
- 1957: Interbau Oscar-Niemeyer-Haus – Berlin-Hansaviertel

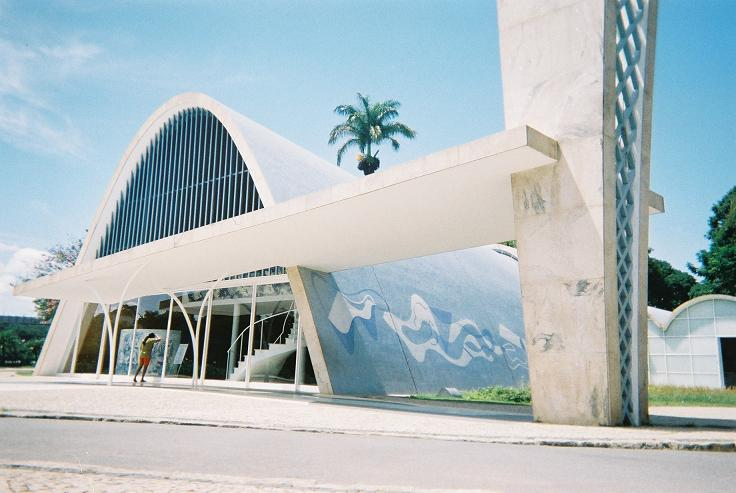
Kirche São Francisco de Assis in Pampulha, Belo Horizonte (1943)
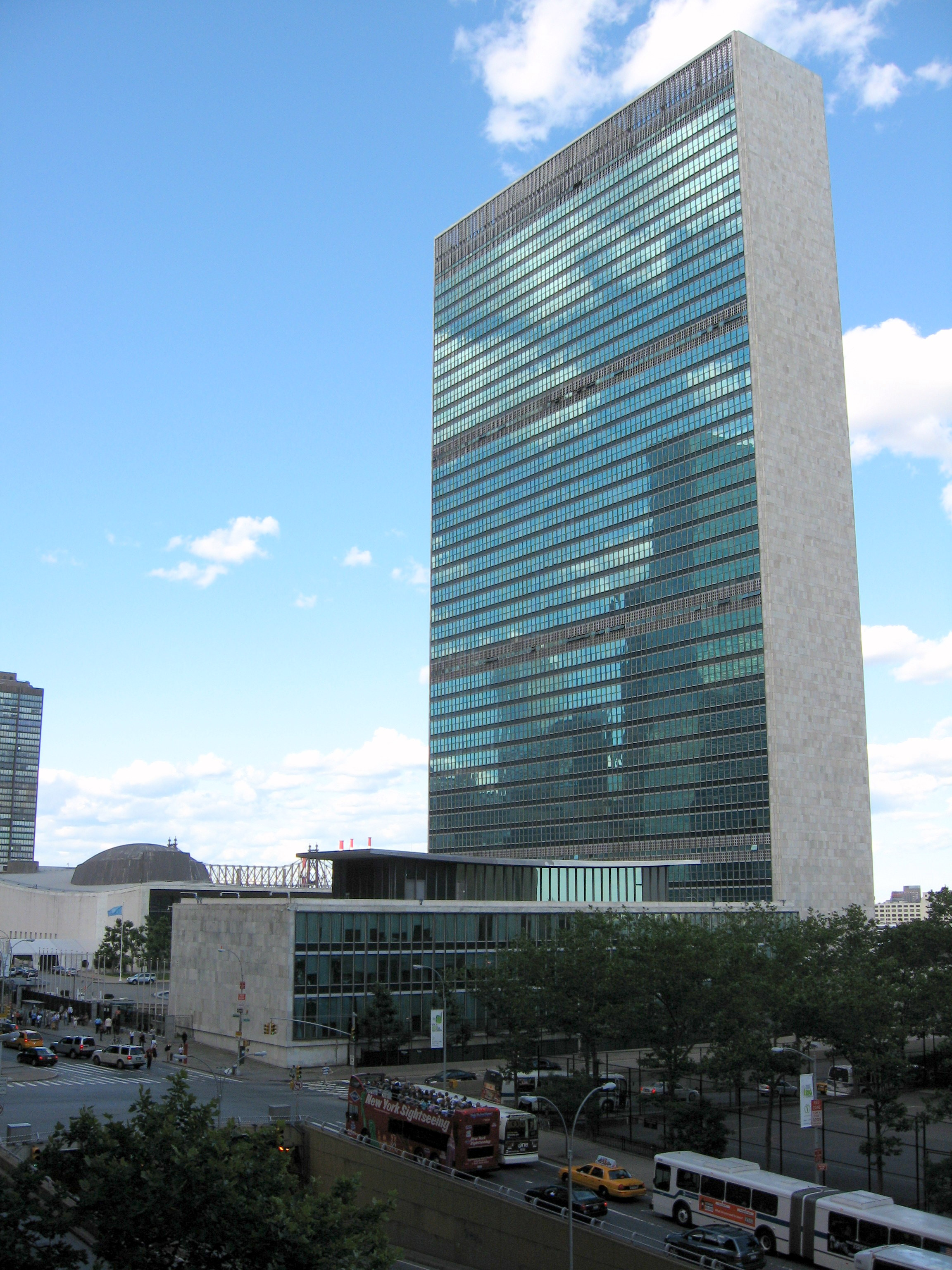
UN-Hauptquartier in New York City (zusammen mit Le Corbusier, 1949/51)
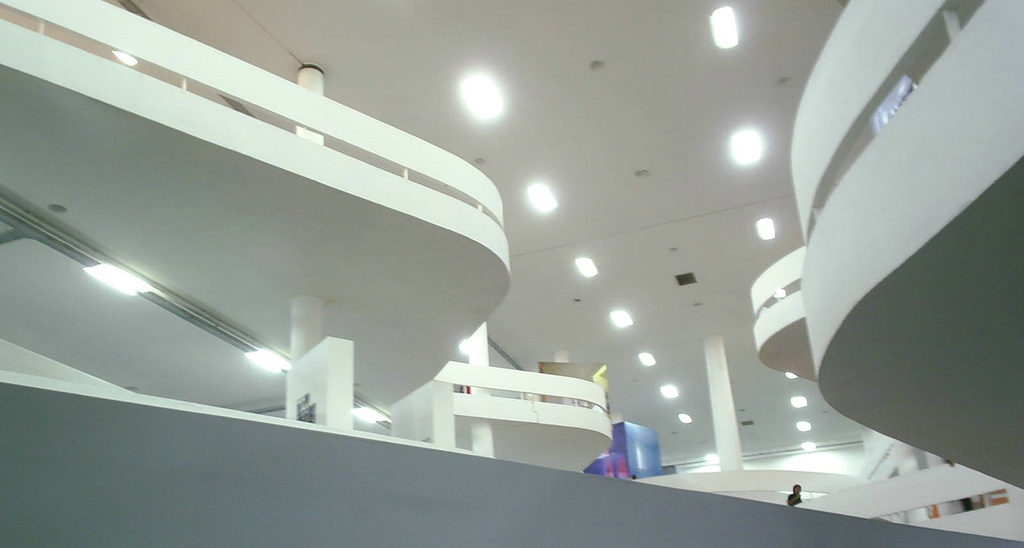
Zentraler Pavillon Ciccillo Matarazzo der Biennale von São Paulo (1951)
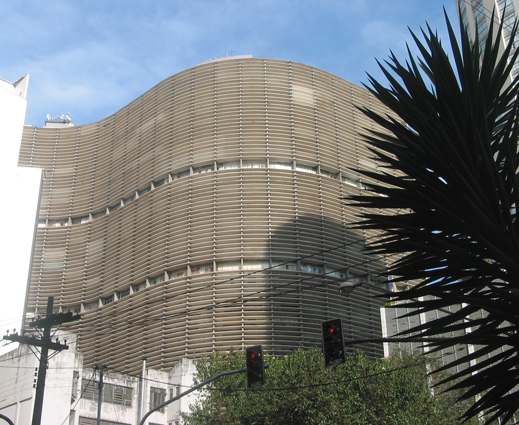
Edifício Copan – São Paulo (1953)
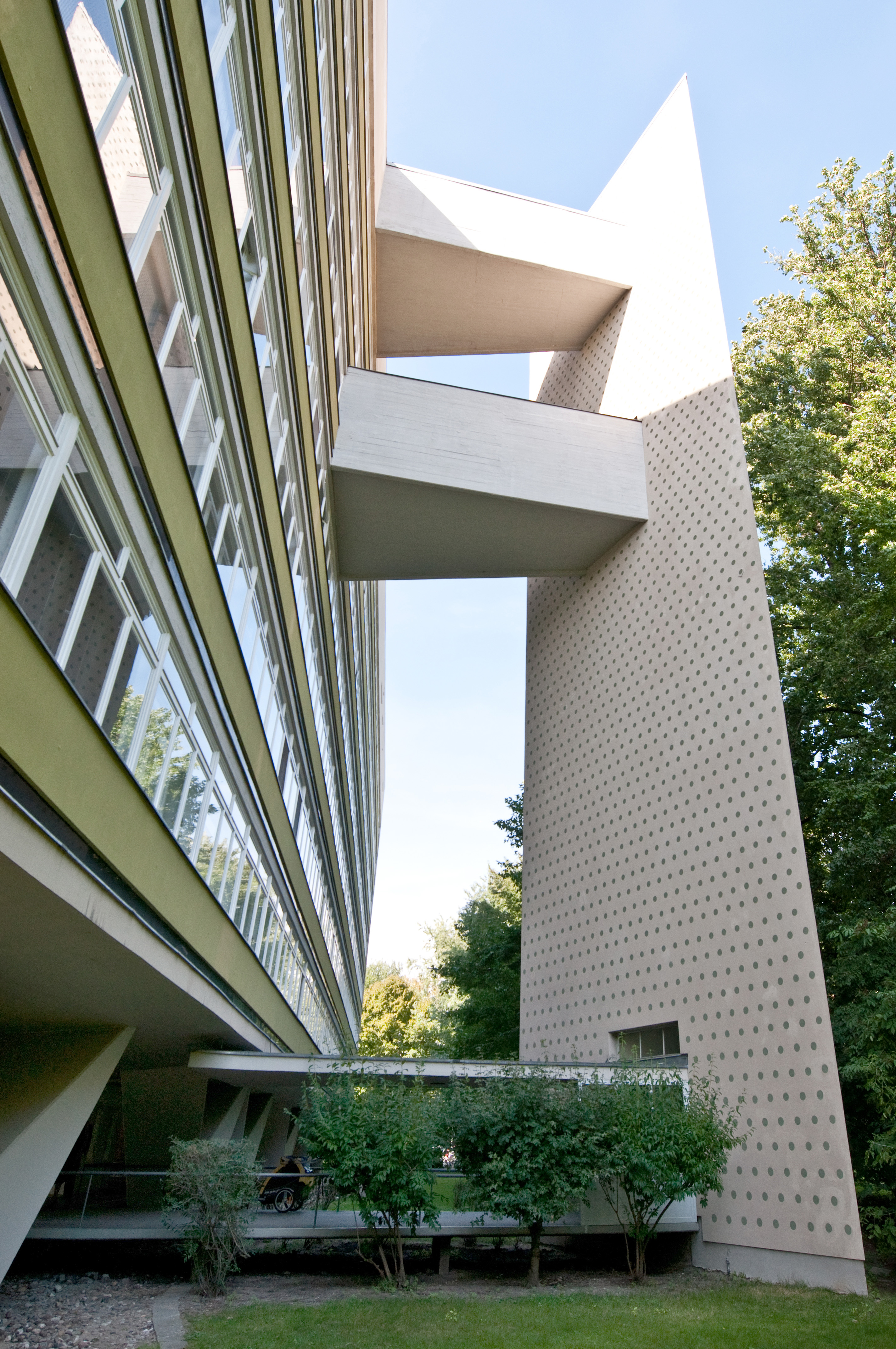
Oscar-Niemeyer-Haus im Hansaviertel in Berlin, genannt Spitzbein (1956/57)

- 1957: Ermida Dom Bosco am Lago Sul
- 1957–1964: Öffentliche Gebäude von Brasília (u. a. Kathedrale von Brasília, Nationalkongress, Alvorada-Palast, Itamarati-Palast, Planalto-Palast, Praça dos Três Poderes, Oberster Gerichtshof)
- 1966: Casino, Casino Park Hotel, Kongresszentrum – Funchal, Madeira
- 1967–1972: Zentrale der kommunistischen Partei Frankreichs, Bürogebäude und Kuppel der Versammlungshalle – Paris
- 1968: Verlagsgebäude Mondadori – Segrate bei Mailand, Italien
- 1968: Universität Constantine 1 – Constantine, Algerien
- 1968: Nationalhotel – Rio de Janeiro

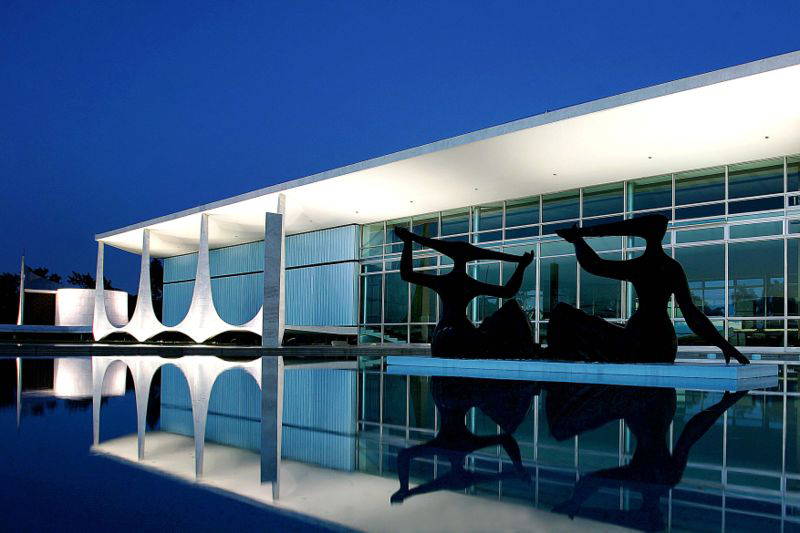
Alvorada-Palast (Amtssitz der brasilianischen Präsidenten) – Brasília (1957/58)
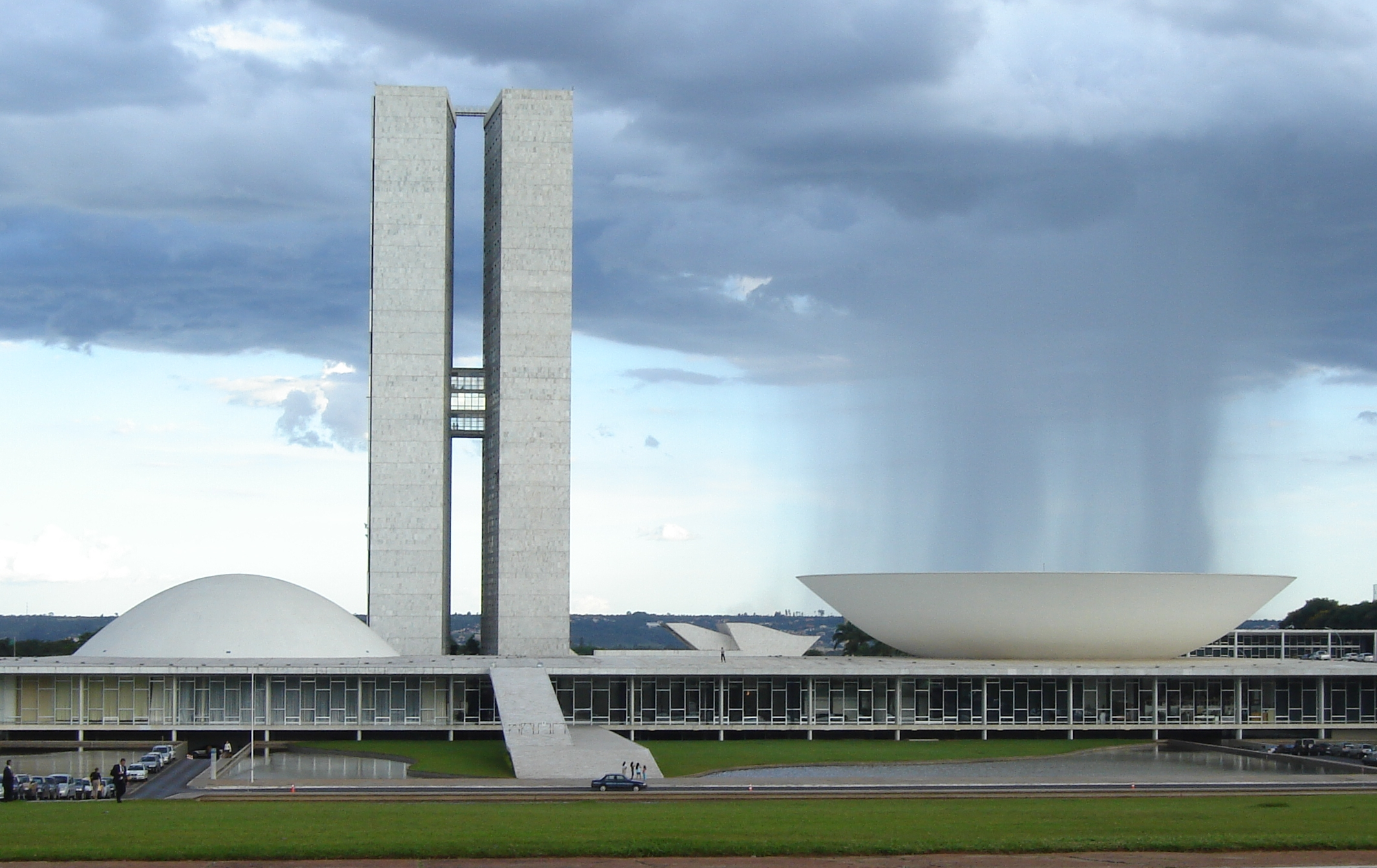
Kongressgebäude – Brasília (1960)
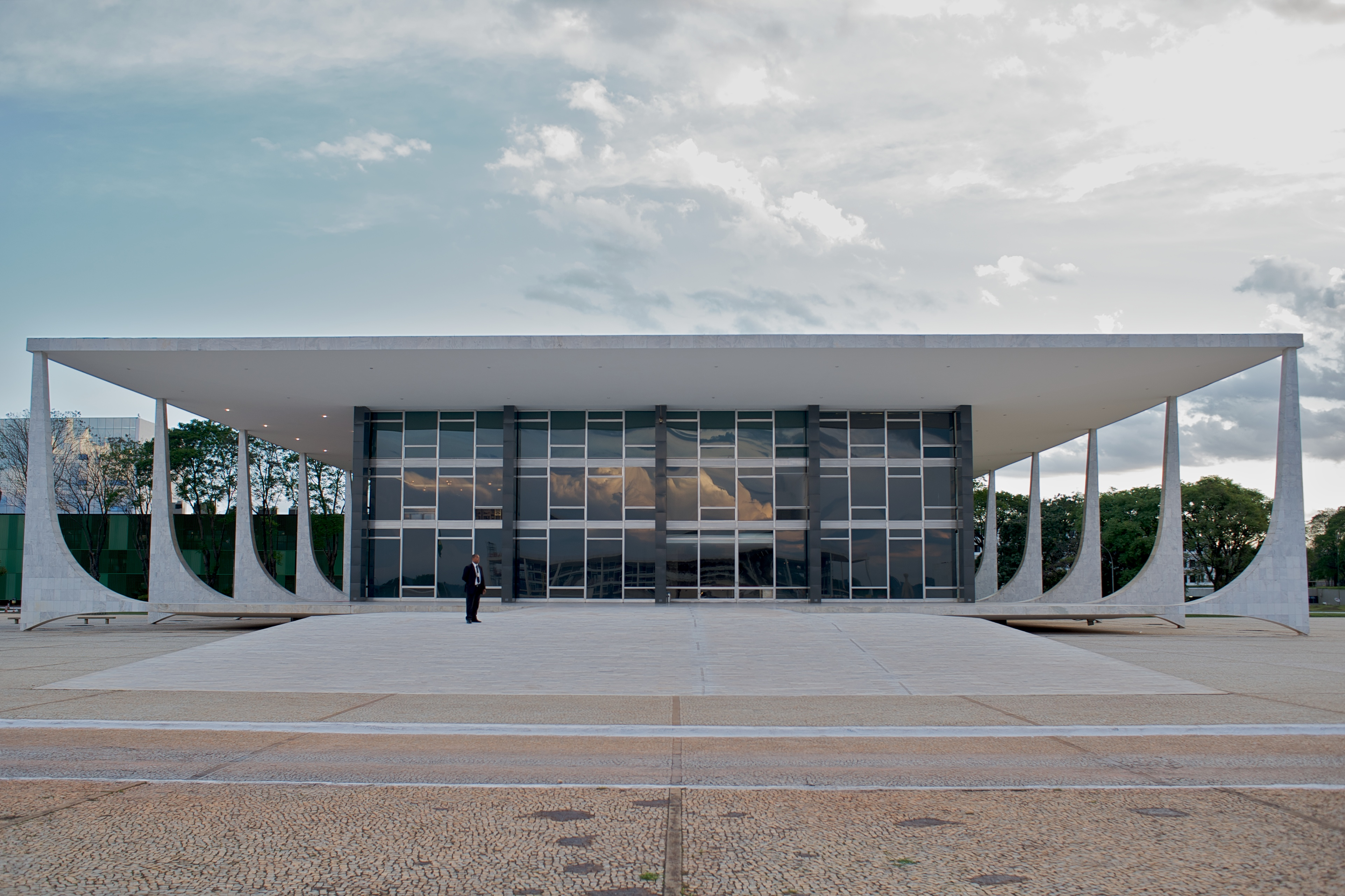
Oberster Gerichtshof – Brasília
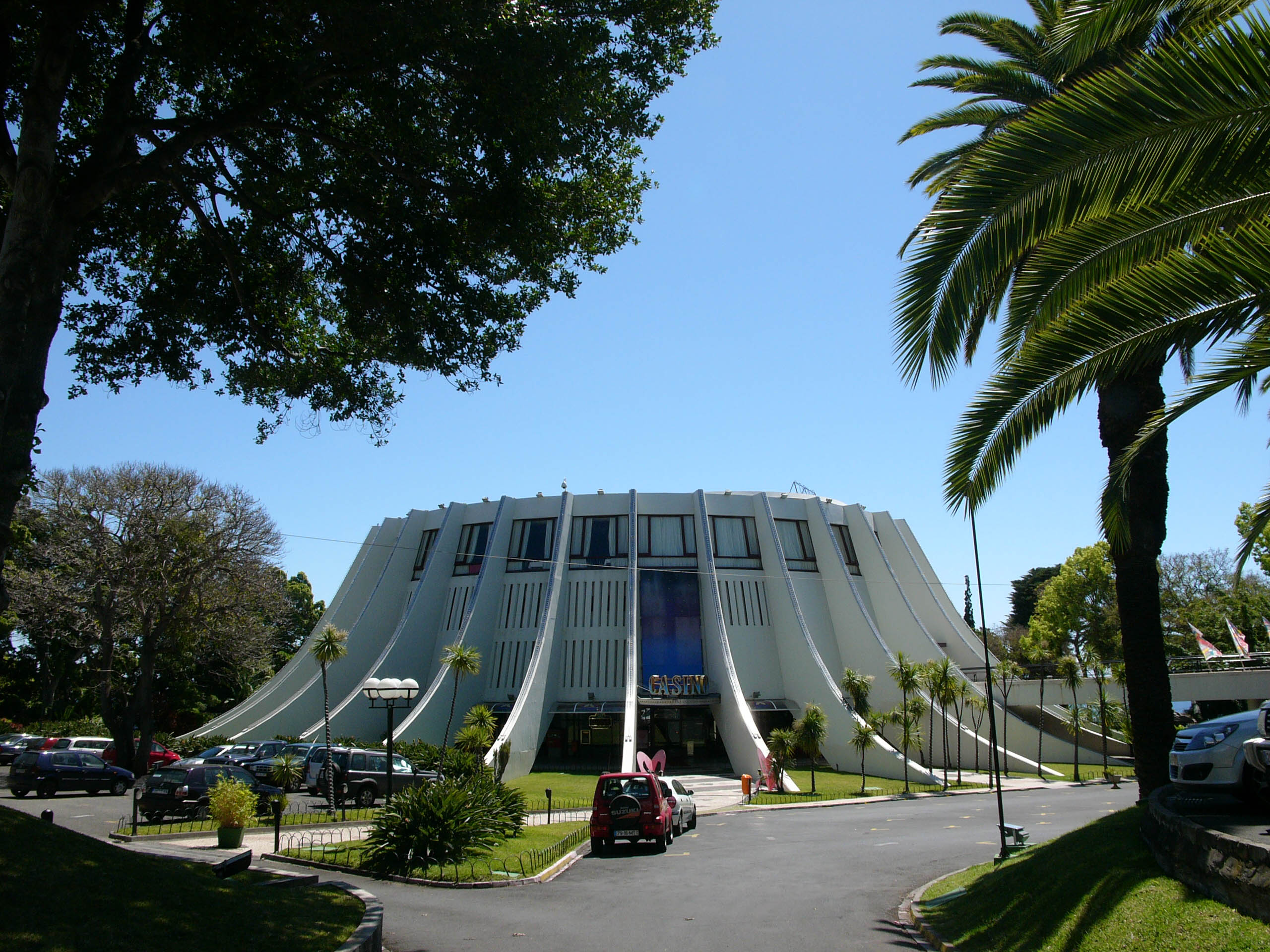
Casino in Funchal, Madeira (1966)
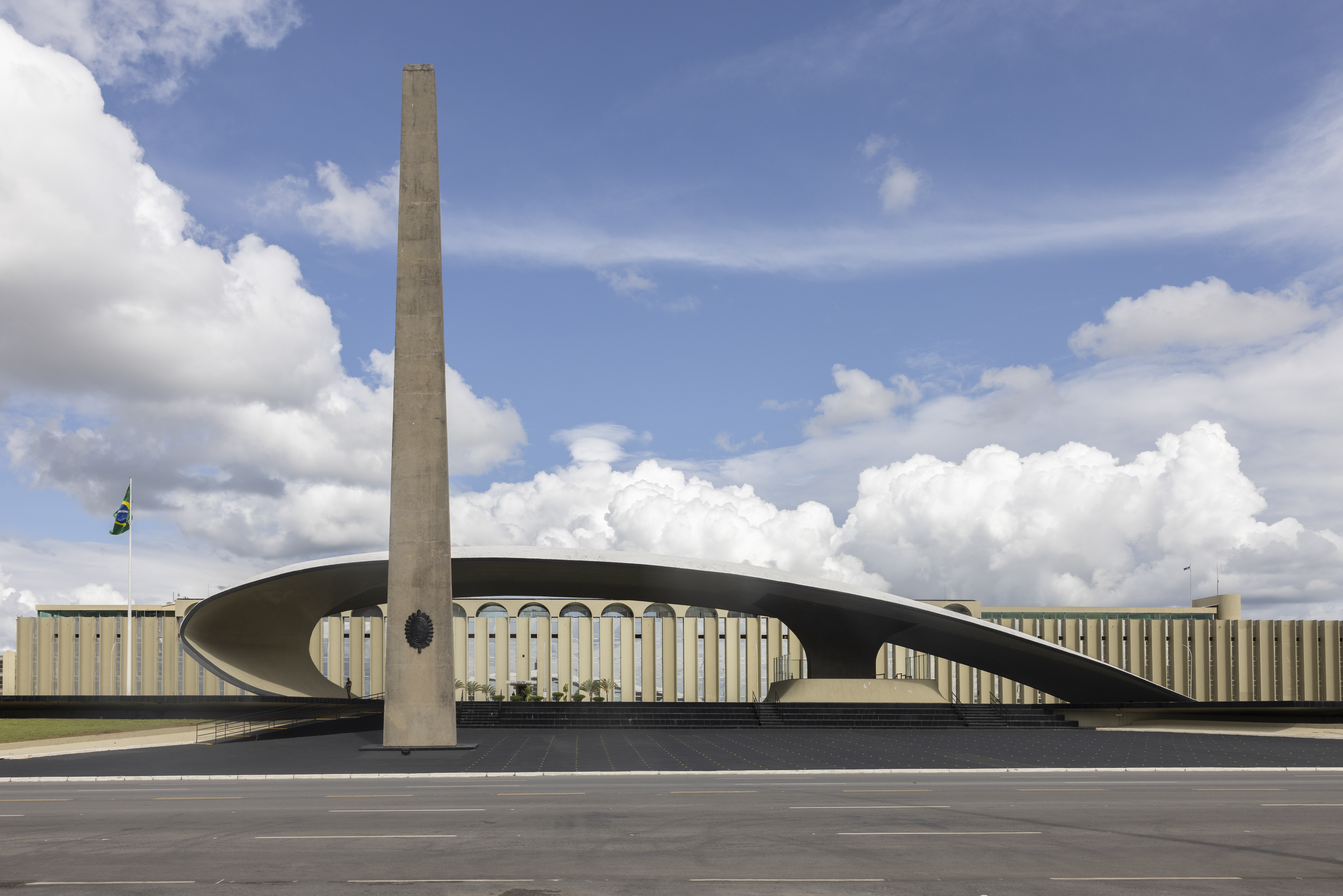
Sitz des Generalstabs des brasilianischen Heeres – Brasília (1968)

- 1970: Kathedrale von Brasília – Brasília
- 1972: Maison de la Culture (Kulturzentrum, ein Rundbau, genannt Le Volcan) – Le Havre, Frankreich
- 1977–1979: Bürogebäude Sede Fata – Pianezza bei Turin, Italien
- 1984: Sambódromo – Rio de Janeiro
- 1985: Tancredo Neves Pantheon der Freiheit und Demokratie – Brasília
- 1987: Memorial da América Latina, u. a. mit Lateinamerika-Bibliothek – São Paulo
- 1991: Museu de Arte Contemporânea (Museum für zeitgenössische Kunst, das an die Form eines UFOs erinnert) – Niterói

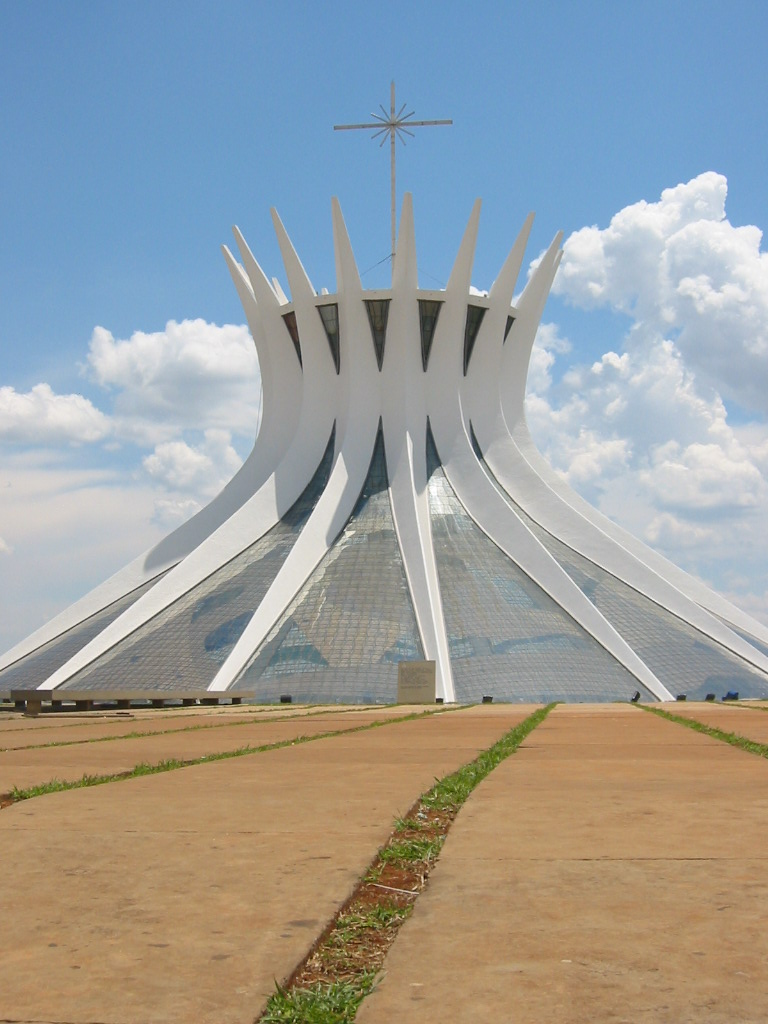
Kathedrale von Brasília (1970)
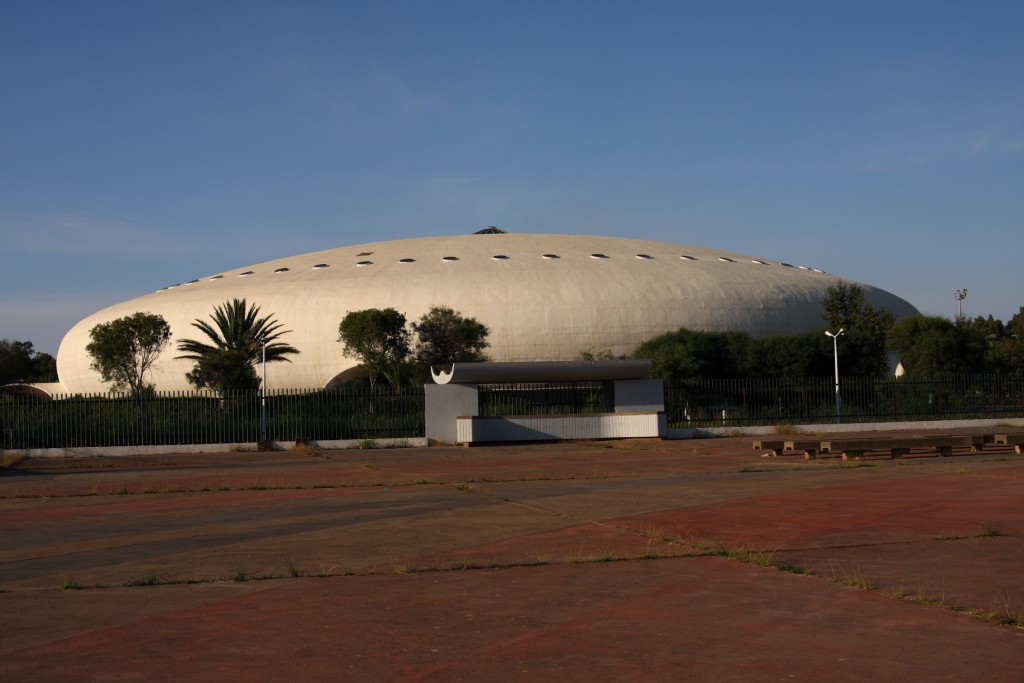
Olympische Sporthalle in Algier (1972)
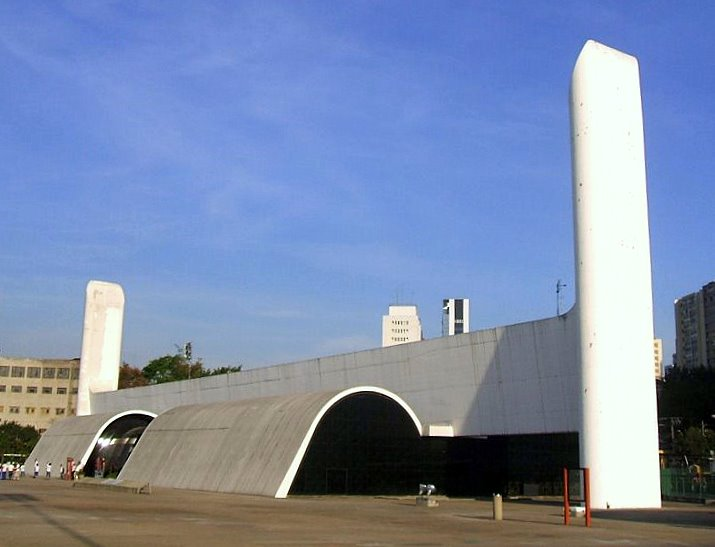
Memorial da América Latina – São Paulo (1987)
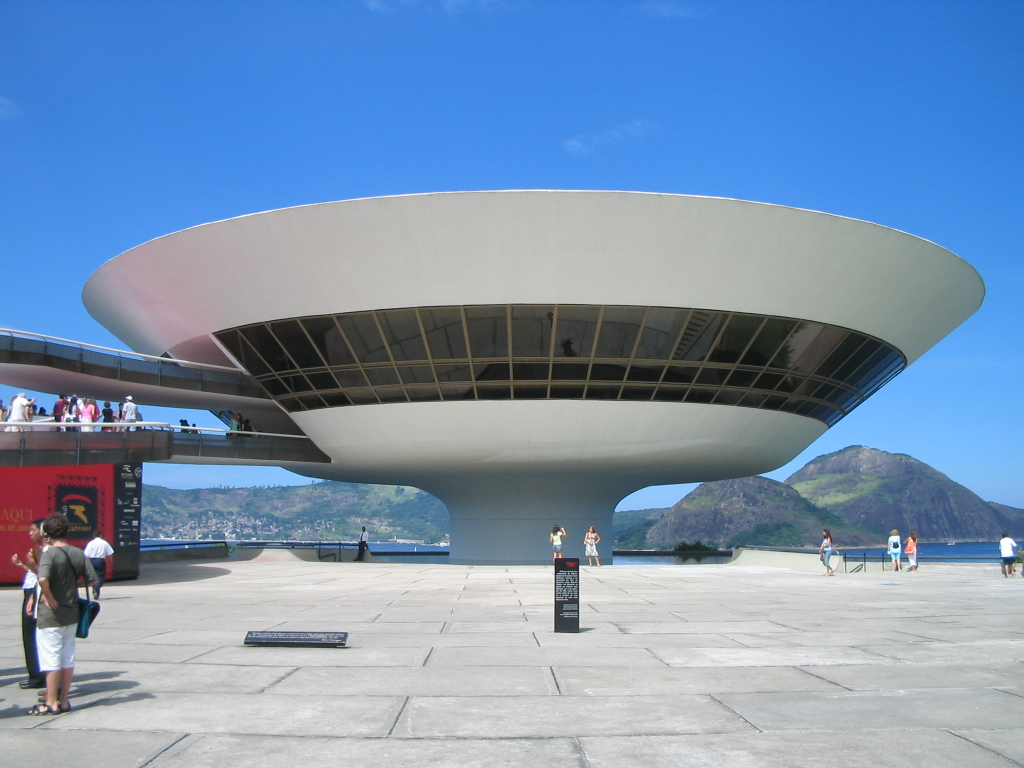
Museu de Arte Contemporânea, Niterói (1991)

- 2002: Museu Oscar Niemeyer – Curitiba, Paraná, Brasilien
- 2003: Serpentine Gallery Pavillon 2003 – London
- 2004: Konzerthalle in São Paulo
- 2005: Auditório Ibirapuera – São Paulo
- 2007: Stahlskulptur auf der Plaza Niemeyer, dem zentralen Platz der Universidad de las Ciencias Informáticas (Hochschule für Informationswissenschaften) in Havanna, Kuba; Einweihung am 28. Januar 2008[9]
- 2008: Parque da Cidade Dom Nivaldo Monte (Naturpark mit Besucherzentrum) – Natal (Brasilien)
- 2010: Oscar-Niemeyer-Auditorium – Ravello, Italien
- 2010: Centro de Cultura Internacional Oscar Niemeyer – Avilés in Asturien, Spanien; Geschenk an die Stiftung „Premios Principe de Asturias“, Dezember 2010[15]
- 2011: Tribunal Superior Eleitoral – Bürogebäude des Obersten Wahlgerichts in Brasília, D.F.
- 2012: Neuer Fernsehturm Brasília
- 2020: Niemeyer-Kugel in Leipzig – realisiert nach Niemeyers Tod

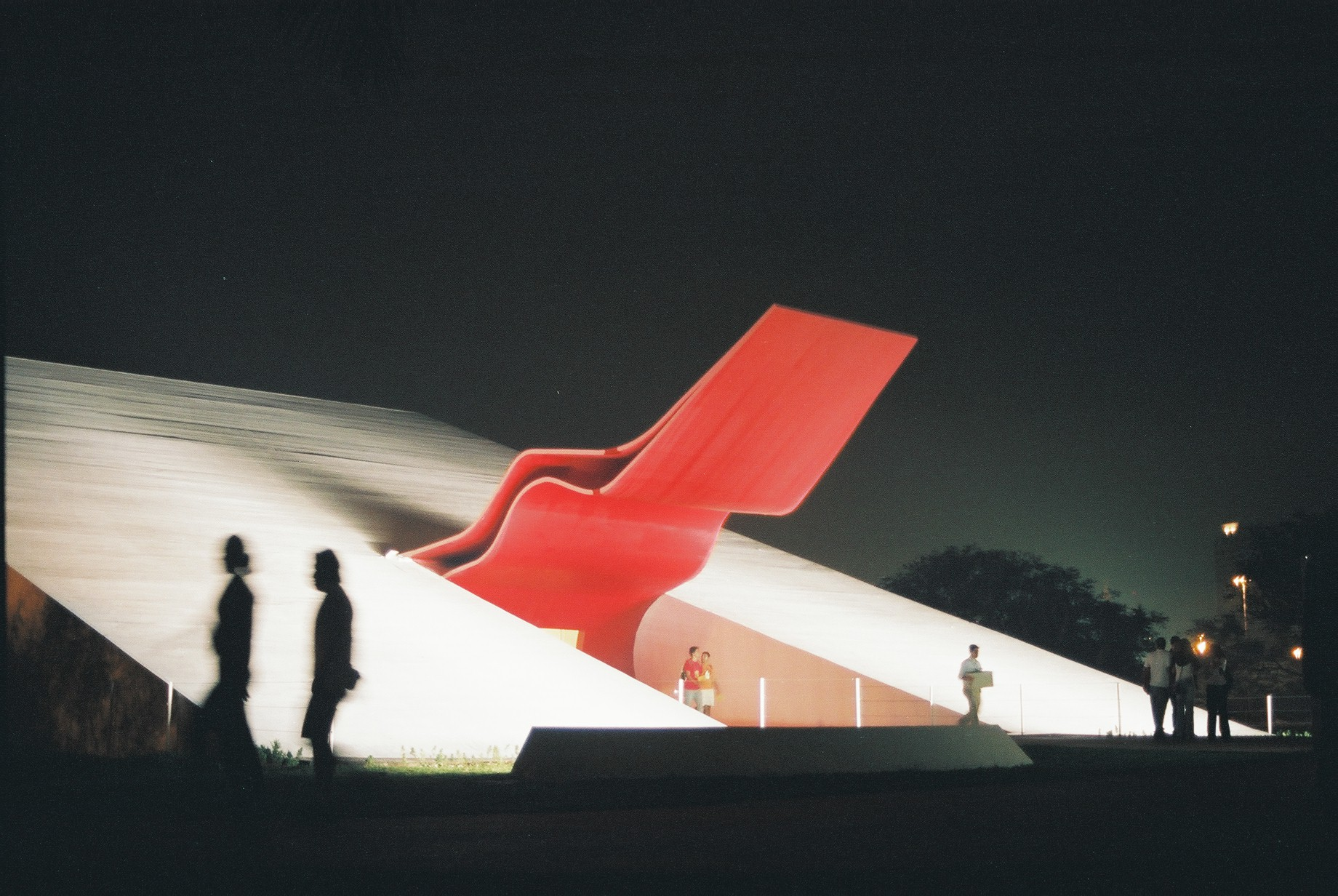
Auditorio do Parque do Ibirapuera (2005)
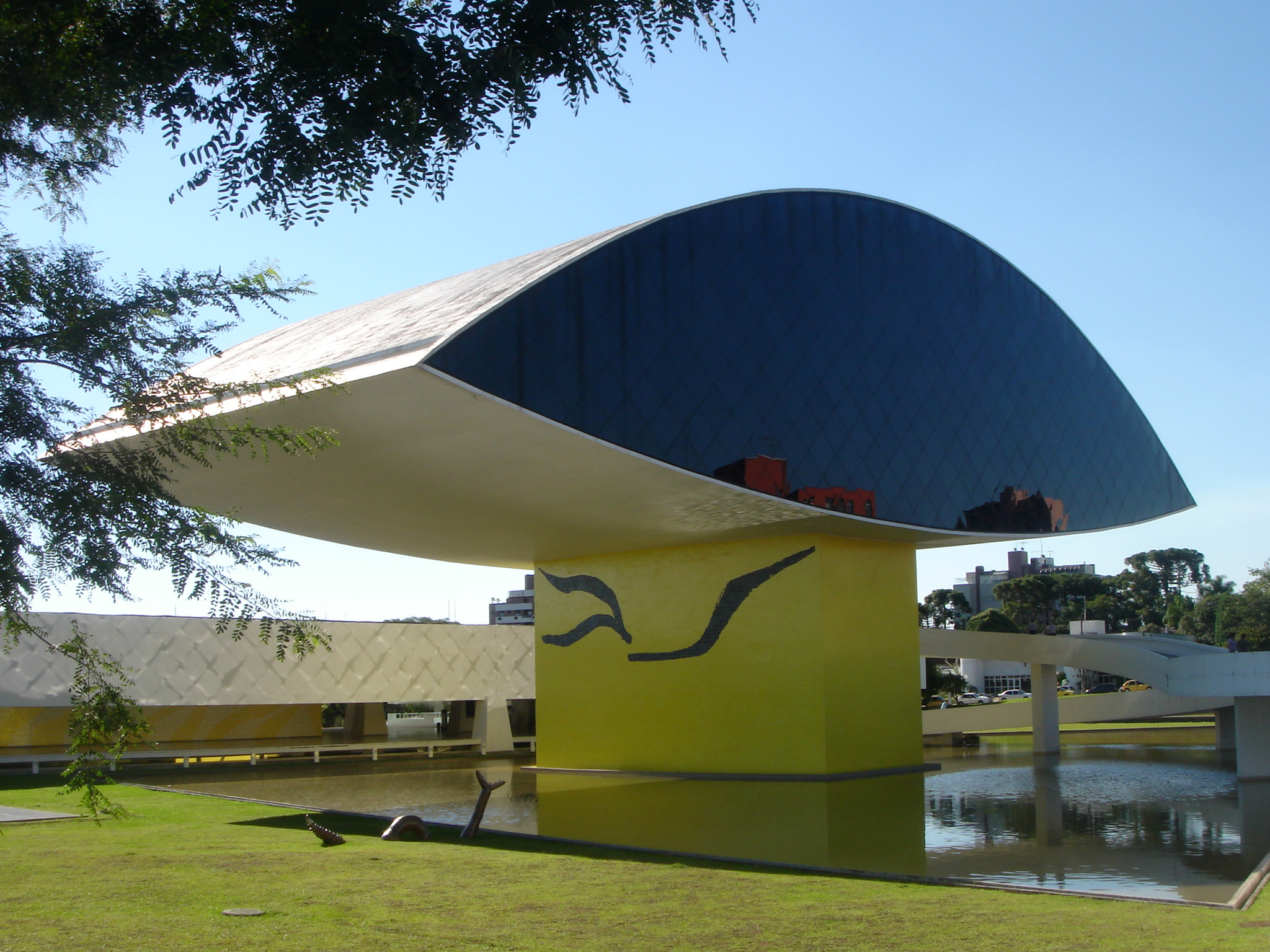
Museu Oscar Niemeyer, Curitiba (2006)
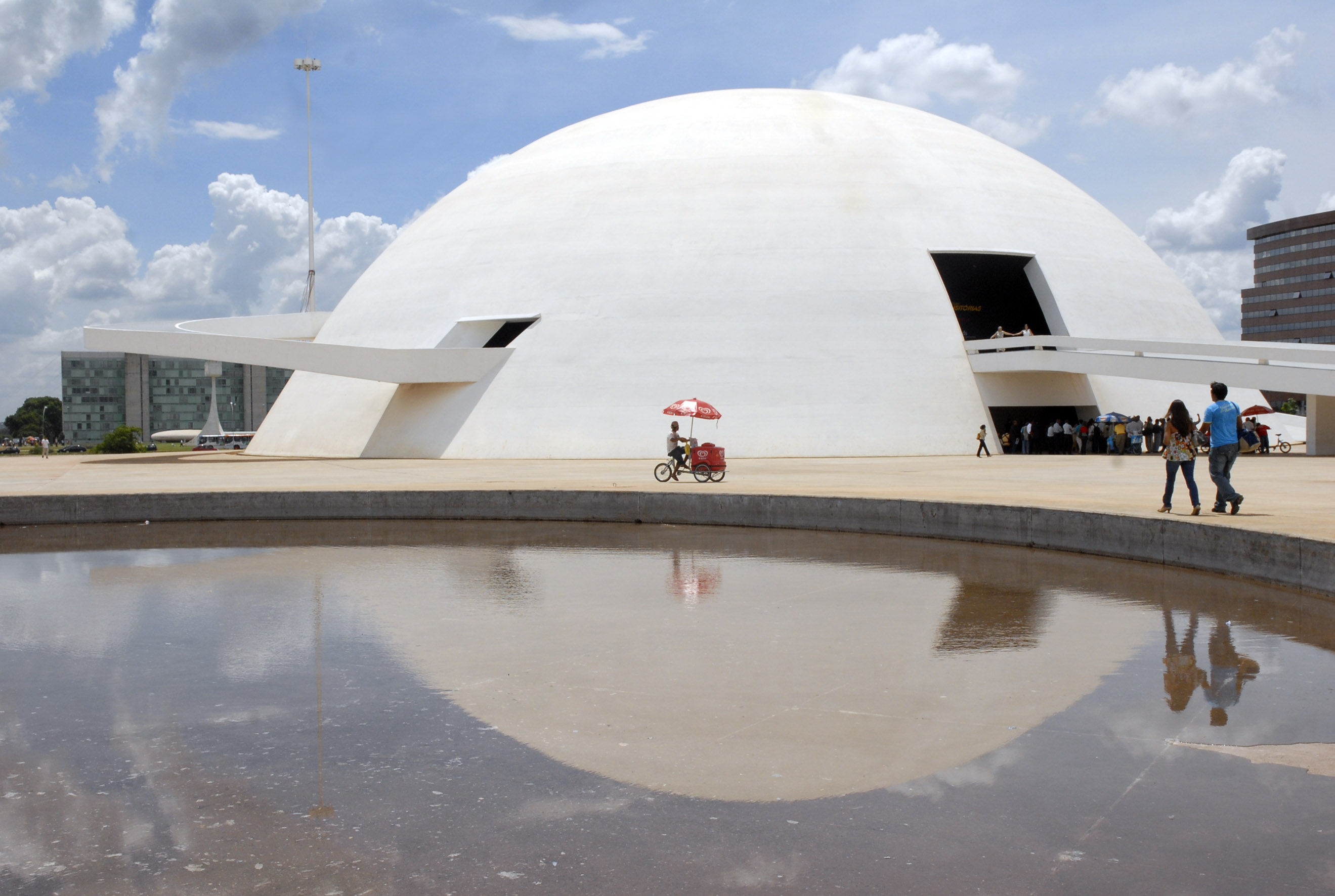
Nationalmuseum Honestino Guimarães – Brasília (2006)
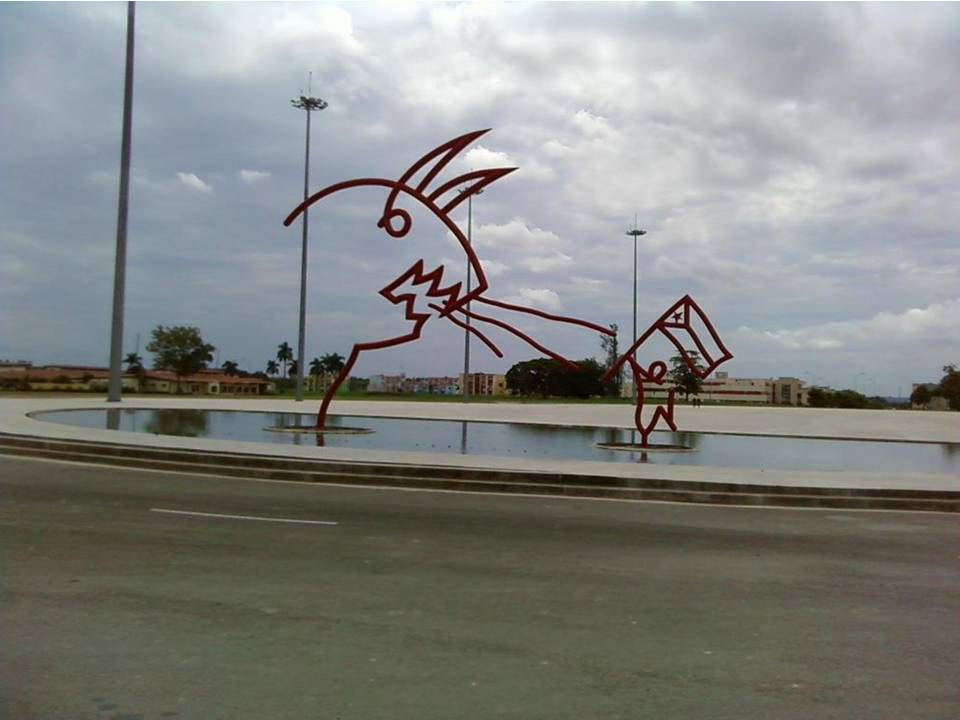
Skulptur in Havanna (2007)
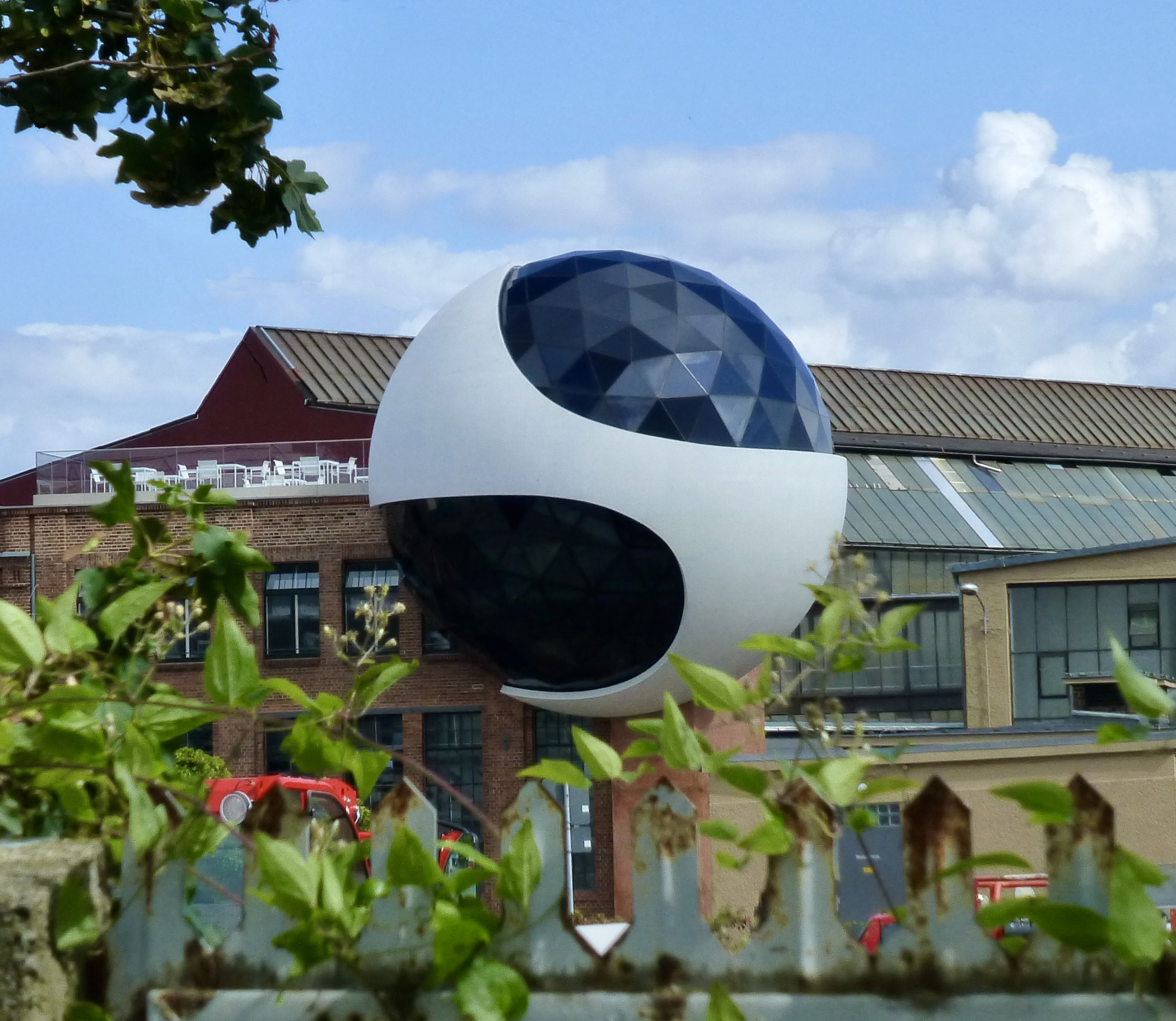
Niemeyer-Kugel in Leipzig (2020)

### Im Bau befindliche Projekte
Etwa zwanzig Projekte werden in mehreren Ländern errichtet.
- Neue Kathedrale von Niterói (Baubeginn 1999, gestoppt 2003, wiederaufgenommen 2012, geplante Fertigstellung 2019)
- Puerto de la Musica – Rosario, Santa Fe, Argentinien (Baubeginn: 10. Oktober 2008)
- Kathedrale Cristo Rei – Belo Horizonte (Baubeginn 2011)
- Holoteca[16] (Bibliothek) – Foz do Iguaçu
- REC Sapucaí – Rio de Janeiro (Baubeginn 2012)[17]

### Verfallene Projekte

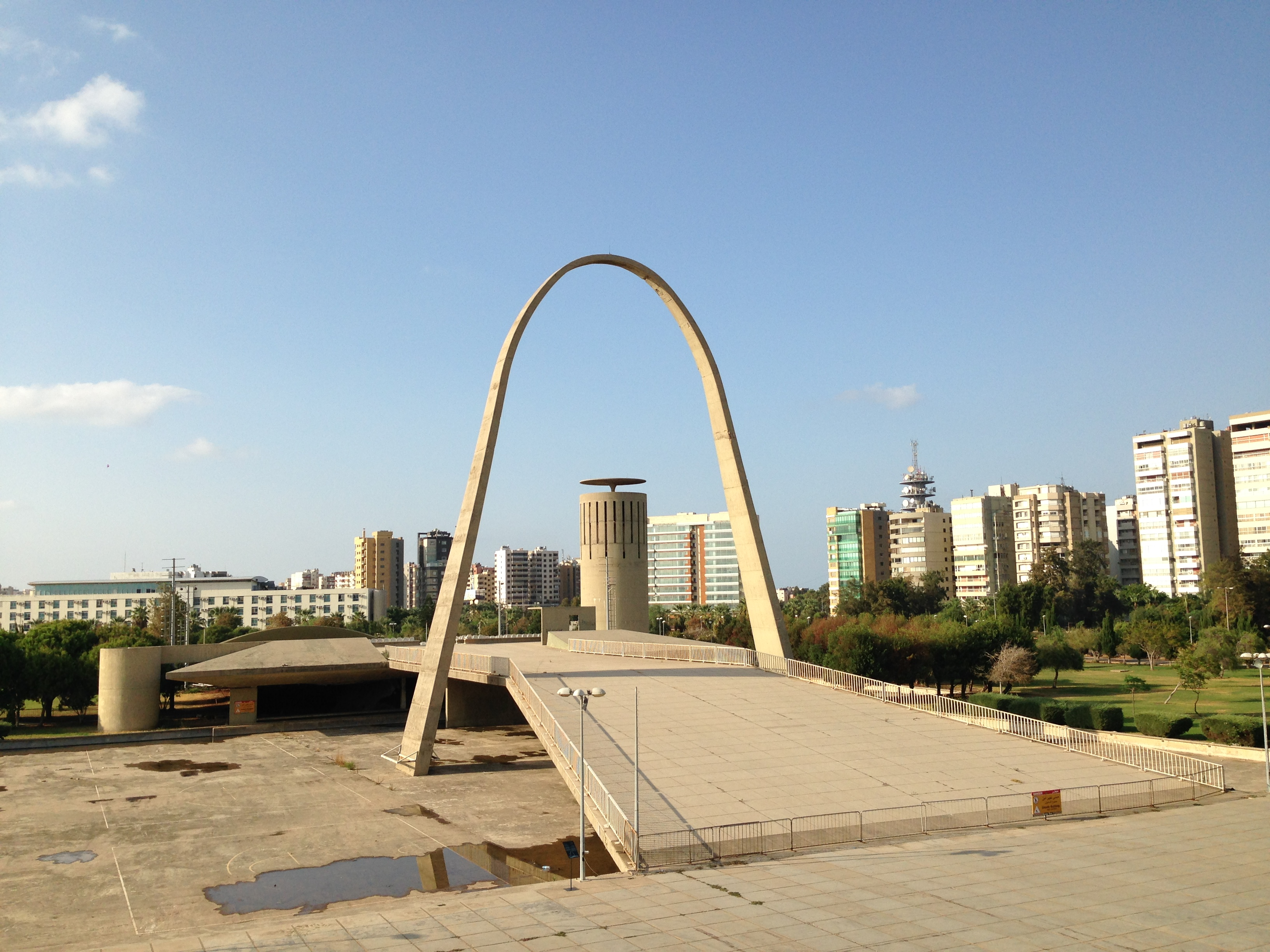
Internationale Messe „Raschid Karami“ in Tripoli

- Internationale Messe „Raschid Karami“ in Tripoli – 1968–1974. Nach Niemeyers Entwürfen wurden u. a. ein Kuppelbau für ein experimentelles Theater, eine Freilichtbühne, eine Mehrzweckhalle und ein Museum gebaut.[18] Der 1975 ausgebrochene Libanesische Bürgerkrieg verhinderte die Fertigstellung des Messegeländes. Mittlerweile sind die Bauten verfallen.[19] Am 25. Januar 2023 erklärte das Welterbekomitee der UNESCO das Gelände zur Welterbestätte und setzte sie zugleich auf seine Rote Liste des gefährdeten Welterbes.[20]

### Nicht realisierte Projekte
- Freizeitbad in Potsdam – 2007[21][22]
- Praça de Soberania – Brasília, Brasilien.[23]

## Rezeption
Die britische Architektin Zaha Hadid bekannte, Niemeyers Stil habe mit den stärksten Einfluss auf sie ausgeübt.
Der Dokumentarfilm Oscar Niemeyer – Das Leben ist ein Hauch (Originaltitel: Oscar Niemeyer – A vida é um sopro) über das Leben und Werk des Architekten kam am 14. Januar 2010 in die deutschen Kinos. Regisseur Fabiano Maciel benötigte zehn Jahre bis zur Fertigstellung des Filmes. Als Wegbegleiter Niemeyers wurden unter anderem die Schriftsteller Eduardo Galeano und José Saramago, der Liedermacher Chico Buarque und der marxistische Historiker Eric Hobsbawm interviewt.

## Auszeichnungen (Auszug)
- Mitgliedschaft in der American Academy of Arts and Sciences (1949)
- Medalha da Ordem do Mérito do Trabalho (1959)
- Internationaler Lenin-Friedenspreis (1963)
- Goldener Löwe der Biennale von Venedig (1963)
- Premio Benito Juarez anlässlich der Hundertjahrfeier der mexikanischen Revolution (1964)
- Ehrenmitglied der American Academy of Arts and Letters (1964)[27]
- Médaille Joliot-Curie (1965)
- Der Schweizer Avantgarde-Komponist Hermann Meier widmet Niemeyer das „Stück für Streicher, Bläser, Klaviere“ (1967)
- Ritter der Ehrenlegion (Chevalier de la Légion d’Honneur) (1970)
- Lorenzo il Magnifico-Preis der Accademia Internazionale Medicea (1980)
- Kommandeur des Ordre des Arts et des Lettres (1982)
- Ehrenmitglied der Akademie der Künste der UdSSR (1983)
- Pritzker-Preis für Architektur (1988), zusammen mit Gordon Bunshaft
- Prinz-von-Asturien-Preis (1989)
- Goldmedaille des Colegio de Arquitectos de Barcelona (1990)
- Cavaliero Comendador da Ordem de Sao Gregorio Magno (Gregoriusorden), verliehen durch Papst Johannes Paul II. (1990)
- Großkreuz des Ordens des heiligen Jakob vom Schwert (1994)
- Ehrendoktorwürde der Universität von São Paulo (1995)
- Goldmedaille des Royal Institute of British Architects (RIBA) (1996)
- Praemium Imperiale (2004)
- Österreichisches Ehrenzeichen für Wissenschaft und Kunst (2005)
- Commandeur de la Légion d’Honneur (2007)

## Zitate

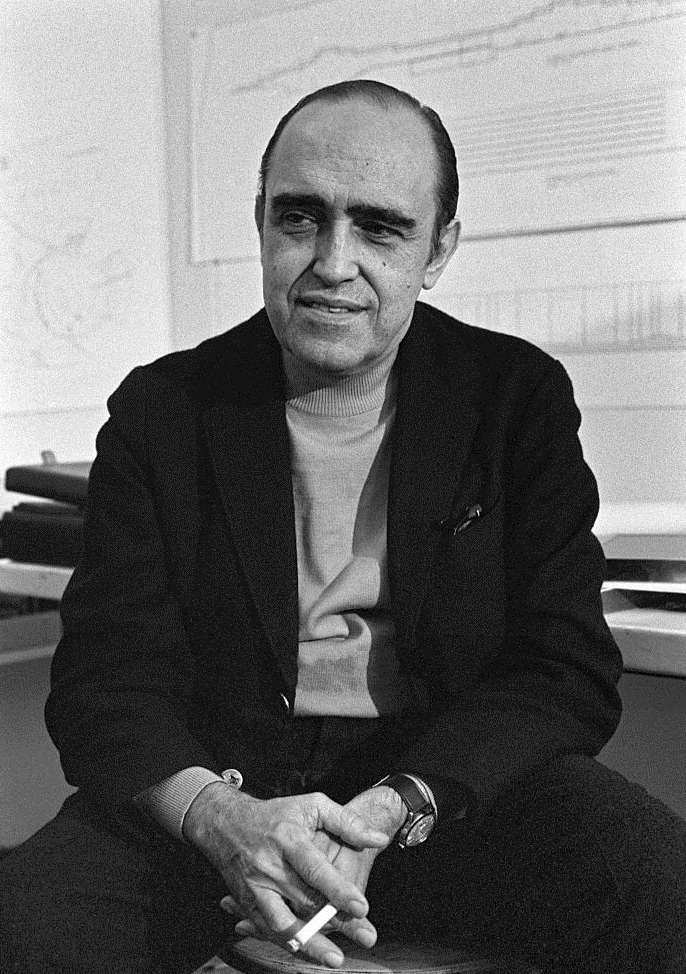
Oscar Niemeyer, 1968

„Der rechte Winkel zieht mich nicht an und auch nicht die gerade, harte inflexible Linie, die der Mensch geschaffen hat. Was mich anzieht, ist die freie und sinnliche Kurve, die ich in den Bergen meines Landes finde, im mäandernden Lauf seiner Flüsse, in den Wolken des Himmels, im Leib der geliebten Frau. Das ganze Universum ist aus Kurven gemacht. Das gekrümmte Universum Einsteins.“

„Man muss gegen die funktionalistische Architektur ankämpfen, die sich des armierten Betons bedient, um rechtwinklige und öde Räume zu gestalten.“

„Die Architektur besteht aus Traum, Phantasie, Kurven und leeren Räumen.“

„Die Kommunisten sind die einzigen, die immer noch eine bessere Welt schaffen wollen.“

Über Niemeyer

„Nie wieder wird die Zukunft so gut aussehen wie mit den Bauten des Brasilianers.“

## Publikationen
- Oscar Niemeyer: Minha arquitetura, 1937–2005. Revan, Rio de Janeiro 2005, ISBN 85-7106-325-7, (portugiesisch).
- Oscar Niemeyer: Curves of Time. The Memoirs of Oscar Niemeyer. Phaidon Press, London 2000, ISBN 0-7148-4007-6, (englisch).
- Oscar Niemeyer: Wir müssen die Welt verändern. Verlag Antje Kunstmann, München 2013, ISBN 978-3-88897-871-5. (Originalausgabe: Il mondo è ingiusto. Arnoldo Mondadori Editore, Milano 2012, ISBN 978-88-04-62321-2.)

## Filme
- Oscar Niemeyer – Das Leben ist ein Hauch. (Originaltitel: Oscar Niemeyer – A vida é um sopro.) Dokumentation (OmU), Brasilien, 2007, 85 Min., Buch: Jacques Cheuiche, Fabiano Maciel, Regie: Fabiano Maciel, Produktion: Sacha, deutscher Kinostart: 14. Januar 2010, unter anderem mit José Saramago, Chico Buarque, Eric Hobsbawm, Besprechung: [30].
- Mister Brasilia – Oscar Niemeyer. Dokumentarfilm, Österreich, 2007, 30 Min., Buch und Regie: Alexander W. Rauscher, Produktion: ORF, Inhaltsangabe von 3sat, (Memento vom 10. Februar 2013 im Webarchiv archive.today).
- Oscar Niemeyer – Die Kurven des Lebens. Dokumentarfilm, Deutschland, 2007, 29:14 Min., Buch und Regie: Andreas Krieger, Produktion: Bayerischer Rundfunk, Inhaltsangabe von ARD, online-Video.

## Trivia
Der Spielfilm Abenteuer in Rio von 1964 hat stellenweise als Handlungsort der Actionszenen das gerade entstehende Brasilia mit den markanten Bauten von Niemeyer im Hintergrund.